# 印賀村
印賀村（いんがそん）は、鳥取県日野郡にあった村。現在の日野郡日南町の一部にあたる。古来、和鉄の製造で知られていたが、1921年（大正10年）に操業を停止した。

## 地理
- 河川：印賀川[2]、宝谷川[3]
- 山岳：鷹入山[2]

## 歴史
- 1889年（明治22年）10月1日、町村制の施行により、日野郡印賀宿、宝谷村、折渡村が合併して村制施行し、印賀村が発足[1][2]。旧村名を継承した印賀宿、宝谷、折渡の3大字を編成[2]。
- 1917年（大正6年）12月1日、日野郡菅沢村と合併し大宮村を新設して廃止された[1][2]。合併後、大宮村大字印賀・宝谷・折渡となる[2]。

## 産業
- 農業、林業、和鉄[2][3]